# Tambana calbum
Tambana calbum är en fjärilsart som beskrevs av John Henry Leech 1900. Tambana calbum ingår i släktet Tambana och familjen Pantheidae. Inga underarter finns listade i Catalogue of Life.